# Beringinsel
Die Beringinsel (russisch Остров Беринга, Ostrow Beringa), früher Awatscha-Insel, ist eine nach dem dänischen Entdecker Vitus Bering benannte Insel der russischen Kommandeurinseln im Nordwestpazifik.

## Geographie
Die Insel liegt 176 km östlich der Halbinsel Kamtschatka im äußersten Osten Sibiriens. Die östliche Nachbarinsel Medny liegt 50,2 km entfernt. Die Beringinsel ist 92,6 km lang, bis zu 36,6 km breit und weist eine Fläche von 1660 km² auf; sie ist damit die größte der Kommandeurinseln. Höchster Berg ist der Mount Steller (Гора Стеллера oder gora Stellera), benannt nach dem Arzt und Naturforscher Georg Wilhelm Steller. Auf der Beringinsel, vornehmlich in Nikolskoje, gelegen an der Nordwestküste, lebten 2010 rund 700 Menschen.

## Geschichte
Vitus Bering entdeckte diese Insel im Rahmen der Zweiten Kamtschatkaexpedition auf dem Rückweg vom amerikanischen Kontinent. Nach langer Irrfahrt strandete hier sein Schiff, die Swjatoi Pjotr (Sankt Peter), im Spätherbst 1741. Bering entschloss sich, auf der Insel zu überwintern. Viele Mitglieder seiner Mannschaft und schließlich auch er selbst starben hier an Kälte, Entkräftung und Skorbut. Nur 46 Personen seiner ursprünglich 77 Mann starken Besatzung, unter anderem dem deutschen Naturforscher Georg Wilhelm Steller, gelang im Spätsommer 1742 die Rückreise nach Kamtschatka in einem neugebauten, kleineren Boot. 1743–1744 wurde die Insel von Jemeljan Bassow erkundet.
Berings Grab wurde erst 1991 zusammen mit anderen Gräbern wiederentdeckt; sechs Skelette wurden nach Moskau gebracht. Nach erfolgter Untersuchung und Identifizierung wurden die sterblichen Überreste wieder auf die Insel gebracht und dort erneut beerdigt. Die Todesursache konnte nicht mehr abschließend geklärt werden; fest steht nur, dass alle eines natürlichen Todes starben.
Die Insel war einst reich an wertvollen Pelztieren wie Polarfuchs und Seeotter, sie wurden jedoch schnell ausgerottet.

## Tourismus
Das seit 1993 von der Regierung der Russischen Föderation eingerichtete Naturreservat umfasst sowohl die gesamten Kommandeurinseln als auch den Meeresbereich, der sie umgibt. Die Inseln werden ab und an von Kreuzfahrtschiffen angelaufen.

## Galerie

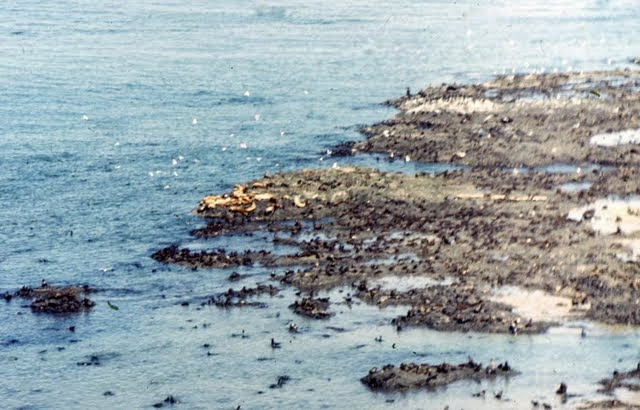
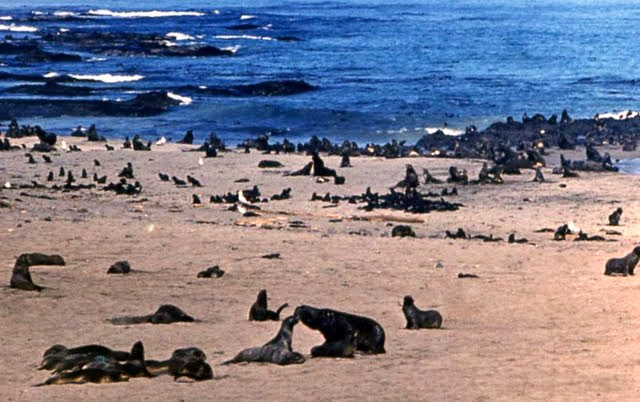
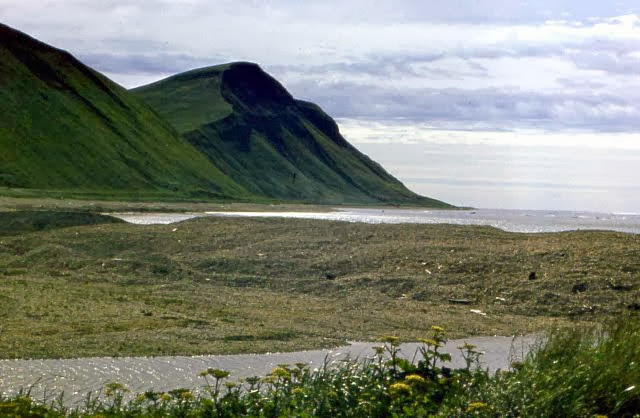
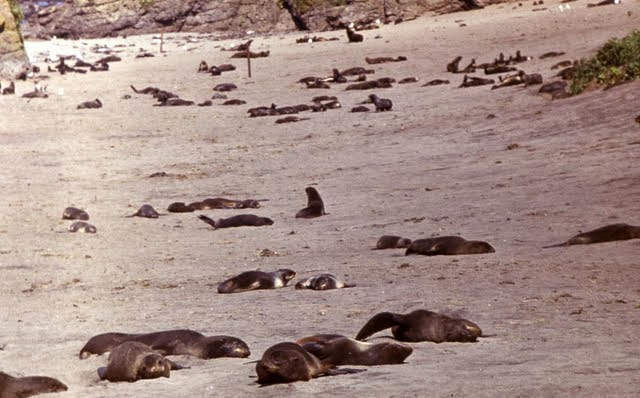
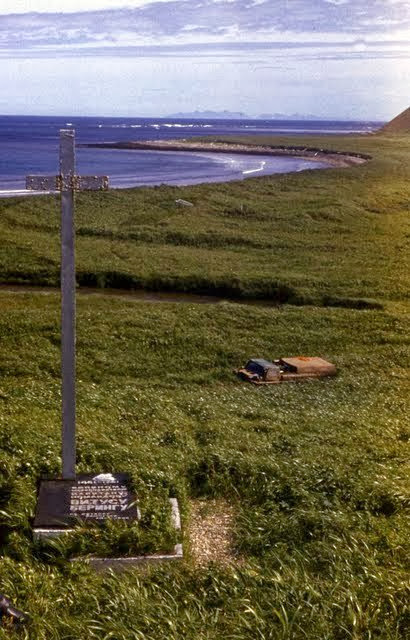
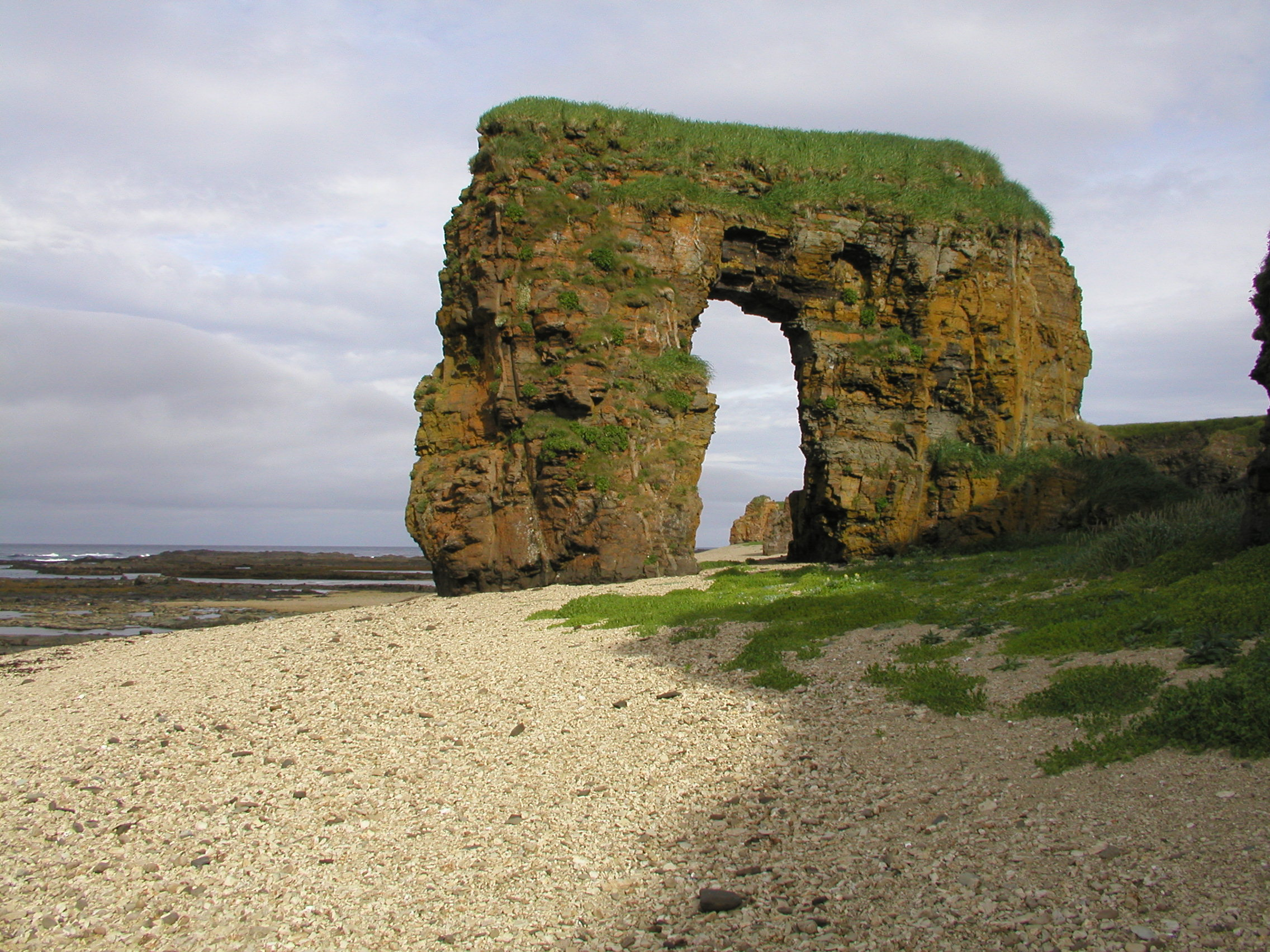
Stellerbogen